# Вироага (Констанца)
Вироага (рум. Viroaga) насеље је у Румунији у округу Констанца у општини Черкезу. Oпштина се налази на надморској висини од 122 m.

## Становништво
Према подацима из 2002. године у насељу је живело 550 становника, од којих су сви румунске националности.